# Caboclo de agua
El Caboclo de Agua es un ser mitológico del nordeste de Brasil que supuestamente habita en el fondo de las aguas del Río São Francisco en una gruta de oro y se dedica a asustar a pescadores y navegantes.

## Forma
Los nativos lo describen como un ser gigante y musculoso, con piel de color bronce y un único ojo gigante en la cabeza. Tiene un corazón muy duro impenetrable a las balas. Pese a su corpulencia es muy rápido. Es capaz de vivir fuera del agua, pero no suele apartarse de las orillas del Río São Francisco. También puede aparecer bajo la apariencia de otros animales, como caballos.

## Leyenda
Cuando no le cae bien un pescador, ahuyenta a la pesca de las redes. Cuando le cae bien algún hombre, logra que se le llenen las redes. A menudo persigue a las embarcaciones para hacerlas volcar.
Para ahuyentarlo, los pescadores del río construyen en la proa de sus barcos, figuras monstruosas llamadas "carrancas". También pintan una estrella en el fondo de la barca pues se cree que espanta a los seres sobrenaturales. En caso de encontrarse con uno, lanzan humo a las aguas para calmarlo.
Se dice que algunas personas intentaron llegar a la gruta que habita para hacerse con el oro pero ninguna de ellas sobrevivió.